# Бомбазин
Бомбази́н, бумазе́я (англ. bombazine від фр. bombasin, від італ. bambagia — «бавовна»), заст. барха́н (нім. Barchent) — щільна бавовняна тканина саржевого, рідше полотняного переплетення з начосом на одній, зазвичай виворітній, стороні. Чорний бомбазин колись використовувався для траурного одягу, але матеріал вийшов з моди на початок 20-го сторіччя.

## Історія
Слово bombazine утворене від застарілого фр. bombasin, яким спочатку позначали шовк, але згодом застосовували і до шовкового дерева або бавовни. Бомбазин був зроблений в Англії при Єлизаветі I. На початку XIX століття було налагоджено його широке виробництво в Норіджі.
Завдяки начісуванню бумазея дуже м'яка, пухнаста, добре зберігає тепло. Випускається набивною, гладкофарбованою, іноді вибіленою. Застосовується для пошиття теплої білизни, жіночих суконь і кофт, чоловічих сорочок.
У Московській державі з'явилася в XVII ст.. Її називали бомбазеєю і бамбазеєю, згодом бумазеєю. З російської це слово згодом було запозичене й до української мови.